# 1914: The Great War
1914: The Great War est un jeu vidéo de stratégie au tour par tour développé par TriNode et édité par JoWooD Entertainment, sorti en 2002 en France sur PC.
Le jeu se déroule lors de la Première Guerre mondiale sur le front de l'Ouest et permet de jouer aux côtés des Alliés (France, Royaume-Uni, États-Unis) ou aux côtés de l'Empire allemand.

## Système de jeu
Les unités et les paysages sont entièrement en 3D et pas moins de 30 missions sont proposées au joueur.

## Accueil
| 1914: The Great War |      |       |
| Média               | Pays | Notes |
| GamersHell.com      | US   | 60 %  |
| GameZone            | DE   | 72 %  |
| PC Games            | DE   | 70 %  |